# Ephraim McDowell
Ephraim McDowell (11. listopadu 1771 Rockbridge County – 25. července 1830 Danville) byl americký lékař a průkopník v oboru chirurgie. Jako prvnímu se mu povedlo úspěšně odstranit nádor na vaječnícíh, čímž se stal „otcem ovarektomie”.

## Životopis
Narodil se Rockbridge County ve Virginii jako deváté dítě Samuela a Mary McDowellových. Jeho otec byl veterán Francouzsko-indiánské války a plukovník Americké revoluce. V roce 1784 byl jmenován zemským komisařem a přestěhoval svou rodinu do Danville v Kentucky. Ephraimovi se dostalo vzdělání v klasickém semináři Worleyho a Jamese, poté strávil tři roky jako student medicíny pod vedením Dr. Alexandera Humphreyse v Stauntonu ve Virginii. V letech 1793–1794 docházel na přednášky o medicíně na Edinburské univerzitě ve Skotsku a soukromě studoval u skotského chirurga Johna Bella. Nikdy nezískal univerzitní diplom, ale v roce 1825 mu univerzita v Marylandu udělila čestný titul doktora medicíny.
V roce 1795 se McDowell vrátil ze Skotka a usadil se v Danville v Kentucky, kde začal pracovat jako chirurg. Zdokonalil moderní chirurgické techniky litotomie sloužící k odstranění ledvinových kamenů. Jedním z jeho nejznámějších pacientů byl James K. Polk, kterému odstranil ledvinové kameny a operoval kýlu.

### První ovarektomie
Dne 31. prosince 1809 se McDowell vydal navštívit Jane Todd Crawford v Green County v Kentucky, 97 km od Danville. Ošetřující lékař bezmála padesátileté Jane Crawford si myslel, že je těhotná a přenáší po termínu, McDowell však diagnostioval masivní nádor na vaječnících. Jane Crawford McDowella prosila, aby ji uchránil od pomalé a bolestivé smrti. McDowell popsal její nemoc a sdělil jí, že operace, která by mohla vyléčit tento stav, ještě nikdy nebyla vykonána. Řekl, že i nejlepší chirurgové na světě považují tuto operaci za neproveditelnou. Crawford mu řekla, že tomu rozumí a přeje si, aby operaci vykonal. McDowell jí sdělil, že odstraní nádor jen pokud s ním pojede do jeho domu v Danville. Crawford souhlasila a absolvovala 97 km jízdy na koni, přičemž měla nádor položený na hrušce sedla.
Ráno o Vánocích roku 1809, McDowell zahájil operaci. Operace byla vykonána bez jakékoli anestezie a dezinfekčních prostředků, které dosud nebyly lékařským profesím známé. Nádor, který McDowell vyoperoval vážil 10,2 kg. McDowell usoudil, že by bylo příliš těžké odstranit jej celý, takže se rozhodl podvázat vejcovody poblíž dělohy a nádor odříznout. Nádor popsal jako velmi zvětšenou vaječníkovou a fimbriózní část vejcovodů. Celý proces trval 25 minut. Jane Crawford se poté bez větších komplikací uzdravila. Po 25 dnech se vrátila do svého domova v Green County a žila dalších 32 let. Jedná o světově první případ úspěšného odstranění nádoru vaječníku.
Všechny pokusy o abdominální operace před rokem 1809, skončily zánětem pobřišnice a smrtí. McDowellovy popisy obsahují fráze jako „úhledné a čisté” nebo „řádně vyčištěné”. Nebyl tak pouze pořádkumilovný, ale i pečlivý. V jeho zprávě o operaci popsal odstranění krve z peritoneální dutiny a omývání střev teplou vodou.

McDowell popis své operace nezveřejnil do roku 1817, do doby, než se mu povedly další dvě operace. Toto rozhodnutí bylo široce kritizováno v anglické literatuře o chirurgii. Existují důkazy, že McDowell vykonal minimálně 12 operací patologie vaječníků.

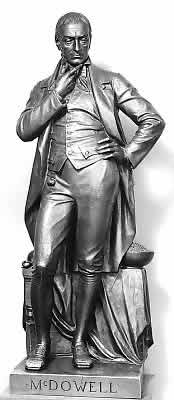
Socha Ephraima McDowella ve sbírce National Statuary Hall Collection

„Nikdy jsem neviděl, že by byla tak velká masa vyjmuta, ani neslyšel o pokusu či účasti na takové operaci, kterou by toto vyžadovalo. Dal jsme nešťastné ženě informace o její nebezpečné situaci. Nádor se jevil na první pohled celistvě, ale byl tak velký, že jej nebylo možné vyjmout celý. Vyjmuli jsme 6,8 kg špinavé, želatinové substance. Poté jsme nařízli vejcovod a vyjmuli váček o hmotnosti 3,4 kg. Za pět dní jsem ji navštívil, a k mému údivu si stlala postel.”

### Smrt
V červenci 1830 McDowella zastihl akutní záchvat bolesti, nevolnosti a horečky. Zemřel 25. července, pravděpodobně v důsledku prasklého slepého střeva. Jeho žena zemřela o 18 let později. Oba byli pohřbeni na statku Traveller's Rest, který patřil lsaacu Shelbymu, jižně od Danville v Kentucky, ale v roce 1879 byly ostatky přesunuty poblíž monumentu věnovanému McDowellovi v Danville.

## Osobní život
V roce 1802 se McDowell oženil se Sarah Shelby, dcerou válečného hrdiny a dvojnásobného guvernéra Kentucky Isaaca Shelbyho. Měli spolu dva syny a čtyři dcery. McDowell vlastnil otroky. Ve své komunitě zastával prominentní roli. Byl také zakladatelem, původním členem představenstva a členem správní rady Centre College v Dunville. V roce 1817 se stal členem Filadelfské lékařské společnosti (Philadelphia Medical Society). Byl prapradědečkem generála Johna Campbella Greenwaye, jehož socha byla v roce 1930 umístěna v National Statuary Hall Collection v Arizoně. Byl také bratrancem vůdkyně hnutí za volební právo žen Madeline McDowell Breckinridge.
McDowell byl presbyterián, ale přestoupil k episkopální církvi a založil kostel Trinity Episcopal Church v Danville, kde daroval půdu pro první výstavbu.

## Pocta

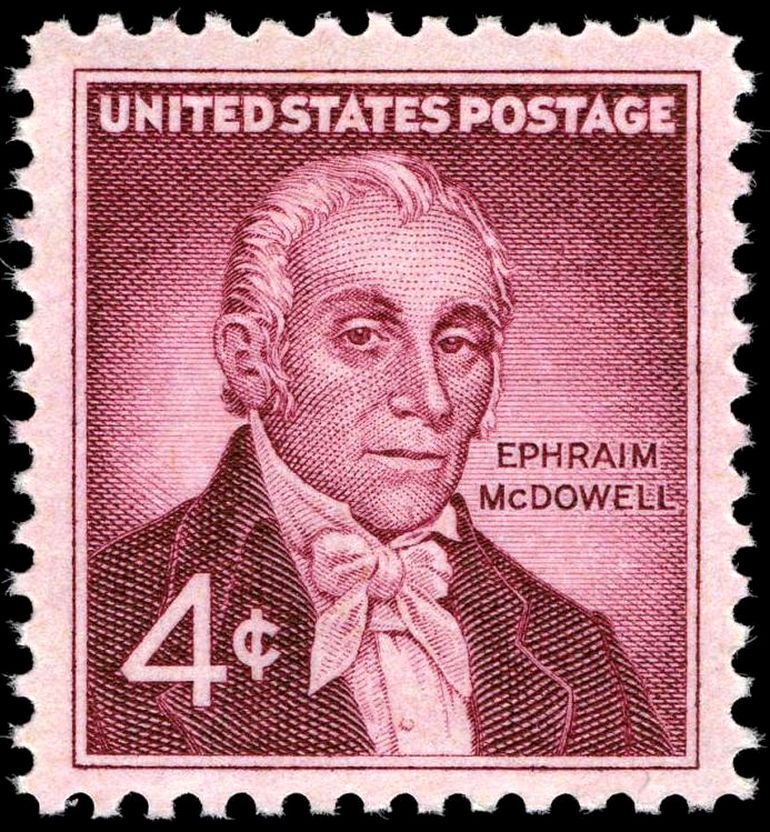
Poštovní známka v upomínku Ephraima McDowella vydaná 30. prosince 1959 ke 150. výročí první úspěšné ovarektomie

- Poštovní známka v upomínku Ephraima McDowella vydaná 30. prosince 1959 ke 150. výročí první úspěšné ovarektomieV roce 1879 mu na jeho počest vztyčila Lékařská společnost v Kentucky monument v Danville.
- V roce 1929 Isaac Wolfe Bernheim věnoval bronzovou sochu McDowella od Charlese Henryho Niehause státu Kentucky, aby byla umístěna ve sbírce National Statuary Hall Collection v Kapitolu. Socha McDowella za nímž je stolek s miskou v němž je ovariální tumor, který McDowell odstranil Jane Crawford.[12] Identická socha od stejného autora se nachází v rotundě Kapitolu státu Kentucky v Frankfortu.
- Dne 3. prosince 1959 vydala Poštovní služba Spojených států amerických v Kentucky první čtyřcentovou upomínkovou poštovní známku k poctě McDowella k příležitosti 150. výročí první úspěšné ovarektomie.[13]
- McDowellův dům, kancelář a lékárna v Danville jsou zachovány jako muzeum a chráněny jako Národní historická památka.[14]
- Na jeho poctu bylo jeho jménem pojmenováno lékařské centrum v Danville Ephraim McDowell Regional Medical Center.